# 대한국인
《대한국인》(大韓國人)는 1979년 8월 15일에 KBS TV에서 방영된 KBS 8.15 광복절 특집 드라마로, 안중근 의사 탄생 100주년과 하얼빈 의거 70년을 맞이하여 제작하였다.

## 줄거리
1909년 하얼빈 역에서 이토 히로부미를 저격한 안중근 의사의 일대기
1910년 여순에서 열렸던 이토 히로부미 저격 사건 재판에서 안중근은 동지인 우덕순, 조도선, 유동하와 법정에 서서 일본인 재판관인 마나베와 검찰관 미조부치의 재판 진행하에 심문을 받게 된다. 일본인 재판관의 끈질긴 질문과 검찰관의 공격적인 심문에도 굴하지 않고 안중근은 떳떳하게 자신이 이토 히로부미를 저격한 이유와 그가 한민족에게 저질렀던 만행을 고하게 된다.

## 등장 인물

### 주요 인물
- 김흥기 : 안중근 역
- 장민호 : 이토 히로부미 역

### 그 외 인물
- 신구 : 마나베 판사 역
- 송재호 : 고종 역
- 황정아 : 민비 역
- 민욱 : 미조부치 검사 역
- 문오장 : 안태훈 역
- 강효실 : 조마리아 역
- 양영준 : 미즈노 변호사 역
- 김성겸 : 블라디미르 코콥초프 역
- 민지환 : 안창호 역
- 반효정 : 시즈메 역
- 박혜숙 : 김아려 역
- 한혜숙 : 최의숙 역
- 김진해 : 이노우에 가오루 역
- 이신재 : 고무라 주타로 역
- 박규식 : 미우라 고로 역
- 이일웅 : 홍석구 신부 역
- 김병기 : 이강 역
- 안대용 : 우덕순 역
- 맹호림 : 조도선 역
- 송승환 : 유동하 역
- 강민호 : 모리 다이지로 역
- 이현두 : 하리모도 역
- 정래협 : 이완용 역
- 황범식 : 송병준 역
- 백윤식 : 안정근 역
- 송보영 : 안공근 역
- 박정웅 : 김일선 역
- 이원종 : 이군명 역
- 조재훈 : 범쇠 역
- 임병기 : 덕수 역
- 유종근 : 하야시 역
- 김해권 : 고야마 의사 역
- 임혁 : 하세가와 요시미치 역
- 윤덕용 : 구리하라 소장 역
- 박시영 : 낭인 역
- 이강수 : 낭인 역
- 서상익 : 엄인섭 역
- 장항선 : 이범윤 역
- 김경하 : 박덕근 역
- 허영 : 김기룡 역
- 유병한 : 이범진 역

## 제작진
| - 기술감독 : 김태훈 - 음향 : 박영길, 최영철, 김문영 - 조명 : 최용균, 박일평, 이상국, 남정현 - 영상 : 김윤권 - 녹화 : 이종문, 배우진 - 음악 : 김세왕 - 음악녹음 : 문종철 - 음악효과 : 김용환, 최형래 - 디자인 : 오명현 | - 장치 : 조장주 - 의상 : 조만기 - 분장 : 김유정, 김성옥 - 미용 : 김연순, 곽오순 - 소품 : 허표영, 이갑호 - 특수효과 : 이문걸, 박광남 - 카메라 : 김성진, 이철수, 지원일, 이상복, 전은수 - 야외촬영 : 마재인 - 해설 : 홍계일 |

## 같이 보기
- 안중근 (SBS, 1996년)
- 경술국치
- 대한제국